# Mulavukad
Mulavukad è una suddivisione dell'India, classificata come census town, di 22.845 abitanti, situata nel distretto di Ernakulam, nello stato federato del Kerala. In base al numero di abitanti la città rientra nella classe III (da 20.000 a 49.999 persone).

## Geografia fisica
La città è situata a 10° 00' 59 N e 76° 15' 24 E.

## Società

### Evoluzione demografica
Al censimento del 2001 la popolazione di Mulavukad assommava a 22.845 persone, delle quali 11.150 maschi e 11.695 femmine. I bambini di età inferiore o uguale ai sei anni assommavano a 2.452, dei quali 1.246 maschi e 1.206 femmine. Infine, coloro che erano in grado di saper almeno leggere e scrivere erano 19.535, dei quali 9.677 maschi e 9.858 femmine.